# Bezirksverwaltung für Staatssicherheit Berlin
Die Bezirksverwaltung für Staatssicherheit Berlin war eine regionale Außenstelle des Ministeriums für Staatssicherheit der DDR in Ost-Berlin. Die Zentrale der Bezirksverwaltung lag ab 1985 auf dem Gelände nördlich des Tierparks Berlin an der Straße Alt-Friedrichsfelde (damals Straße der Befreiung) 60, vorher befand sie sich auf einem weitläufigen Gelände an der Prenzlauer Allee 63–67.
Von 1950 bis 1961 existierte die Verwaltung für Staatssicherheit Groß-Berlin, nach dem Mauerbau wurde Ost-Berlin am 7. September 1961 den Bezirken der DDR gleichgestellt, so wurde auch aus der normalen Verwaltung die Bezirksverwaltung Berlin, das Groß aus Groß-Berlin wurde entfernt.

## Struktur

### Kreisdienststellen
Die Bezirksverwaltung für Staatssicherheit Berlin war in 11 Kreisdienststellen (KD) eingeteilt (Sofern nicht anders angegeben, ist der Sitz der Kreisdienststelle stets bei der Bezirksverwaltung gewesen.):

#### Kreisdienststelle Friedrichshain
Die Kreisdienststelle Friedrichshain wurde von Klaus Niester geleitet und es arbeiteten hier 59 hauptamtliche Mitarbeiter (Ende 1989).

#### Kreisdienststelle Hellersdorf
Die Kreisdienststelle Hellersdorf wurde von Klaus-Peter Schimkat geleitet und es arbeiteten hier 40 hauptamtliche Mitarbeiter (Ende 1989).

#### Kreisdienststelle Hohenschönhausen
Die Kreisdienststelle Hohenschönhausen wurde von Klaus Ludwig geleitet und es arbeiteten hier 58 hauptamtliche Mitarbeiter (Ende 1989).

#### Kreisdienststelle Köpenick
Die Kreisdienststelle Köpenick wurde von Winfried Scholz geleitet und es arbeiteten hier 74 hauptamtliche Mitarbeiter (Ende 1989). Der Sitz der Kreisdienststelle war die Friedrichshagener Straße 8a in Berlin-Köpenick.

#### Kreisdienststelle Lichtenberg
Die Kreisdienststelle Lichtenberg wurde von Ulrich Fisch geleitet und es arbeiteten hier 57 hauptamtliche Mitarbeiter (Ende 1989).

#### Kreisdienststelle Marzahn
Die Kreisdienststelle Marzahn wurde von Horst Bartls geleitet und es arbeiteten hier 53 hauptamtliche Mitarbeiter (Ende 1989).

#### Kreisdienststelle Mitte
Die Kreisdienststelle Mitte wurde von Heinz Kunze geleitet und es arbeiteten hier 74 hauptamtliche Mitarbeiter (Ende 1989). Der Sitz der Kreisdienststelle war die Otto-Nuschke-Straße 52/53 in Berlin-Mitte. Die Kreisdienststelle Mitte war unter anderem für die Sicherung der Betriebe VEB Berlin-Kosmetik, VEB Studiotechnik Berlin und VEB Secura-Werke zuständig.

#### Kreisdienststelle Pankow
Die Kreisdienststelle Pankow wurde von Gert Bethmann geleitet und es arbeiteten hier 65 hauptamtliche Mitarbeiter (Ende 1989). Der Sitz der Kreisdienststelle war die Dietzgenstraße 1–5 in Berlin-Pankow.

#### Kreisdienststelle Prenzlauer Berg
Die Kreisdienststelle Prenzlauer Berg wurde von Erich Faßler geleitet und es arbeiteten hier 57 hauptamtliche Mitarbeiter (Ende 1989). Der Sitz der Kreisdienststelle war die Otto-Nuschke-Straße 52/53 in Berlin-Mitte.

#### Kreisdienststelle Treptow
Die Kreisdienststelle Treptow wurde von Klaus Starke geleitet und es arbeiteten hier 68 hauptamtliche Mitarbeiter (Ende 1989). Der Sitz der Kreisdienststelle war die Hasselwerderstraße in Berlin-Treptow.

#### Kreisdienststelle Weißensee
Die Kreisdienststelle Weißensee wurde von Karl Feike geleitet und es arbeiteten hier 55 hauptamtliche Mitarbeiter (Ende 1989). Der Sitz der Kreisdienststelle war die Seestraße 6 in Berlin-Weißensee.

## Mitarbeiter
Stand Ende 1989:
2775 hauptamtliche Mitarbeiter arbeiteten in der BV für Staatssicherheit Berlin, 7779 Inoffizielle Mitarbeiter (IMs) wurden bei der Bezirksverwaltung geführt. In den Kreisdienststellen arbeiteten 641 hauptamtliche Mitarbeiter und es wurden 3.526 IMs geführt.

### Leiter der Verwaltung Groß-Berlin
- Karl Kleinjung (1950–1951)
- Hans Fruck (1952–1956)
- Martin Weikert (1956–1957)
- Erich Wichert (1957–1961)

### Leiter der Bezirksverwaltung Berlin
- Erich Wichert (1961–1974)
- Wolfgang Schwanitz (1974–1986)
- Siegfried Hähnel (1986–1989)